# Моба (місто)
Моба (фр. Moba) - місто в провінції Танганьїка Демократичної Республіки Конго.

## Географія
Місто розташоване на західному узбережжі південної частини озера Танганьїка, за 140 км на південний схід від Калеміє, з яким пов'язаний регулярним човновим повідомленням. Основна частина міста знаходиться на плато заввишки 400 м в 5 км від озера, вниз до пристані на березі озера веде ґрунтова дорога. Навколо Моба розташований цілий ряд крутих скель і гори Марунгу (Малунг) на південному сході, висота яких становить від 1000 до 1500 метрів.
У районі Моба немає доріг з твердим покриттям, найближча з них розташована в декількох сотнях кілометрів від міста. Дві ґрунтові дороги, часто непрохідні в сезон дощів, ведуть до Моба з заходу і півдня. Мобу складається з двох невеликих районів: Моба-Порт на березі озера і Кірунгу (Кілунгу).
Тривалий час в Моба не було електрики. У 1996 році італійською фірмою  Mondo Gusto  на річці Нгандве-Фуамба була побудована невелика гідроелектростанція.

## Населення
Населення міста в основному належить до народності табва. Населення міста за даними перепису 1984 становило 25 463 особи ; за оцінними даними на 2004 рік воно становить 46 890 осіб .

## Економіка
Основою економіки Моба є сільське господарство, рибальство і видобуток золота.